# Огурцов, Виктор Владимирович
Виктор Владимирович Огурцов (род. 29 сентября 1949, Абакан, Хакасская АО, Красноярский край, СССР) — ректор Сибирского государственного технологического университета с 2007 года. Заслуженный работник Высшей школы РФ, академик РАЕН, доктор технических наук, профессор.

## Биография
Окончил в 1973 году с отличием факультет механической технологии деревообработки Сибирского технологического института.
В 2007 году на расширенном заседании учёного совета В. В. Огурцов избран ректором Сибирского государственного технологического университета.

## Научные работы
Основные направления научной деятельности — теоретические основы совершенствования лесопильно-деревообратывающих производств, закономерности влияния характеристик лесов Сибири на технологические свойства древесины, пиломатериалов и композитов.
Опубликовал около 200 научных работ.
Учебные пособия:
- Моделирование и оптимизация процессов в деревообработке, 2001
- Оптимальный раскрой плитных материалов на заготовки, 2002

Цикл работ в области конструкционных пиломатериалов отмечен Лесным комитетом ООН.